# Pseudapis urfana
Pseudapis urfana är en biart som först beskrevs av Warncke 1980.  Pseudapis urfana ingår i släktet Pseudapis och familjen vägbin. Inga underarter finns listade i Catalogue of Life.